# Evelyne Tschopp
Evelyne Tschopp (Muttenz, 19 de junio de 1991) es una deportista suiza que compite en judo. Ganó dos medallas de bronce en el Campeonato Europeo de Judo, en los años 2017 y 2018, ambas en la categoría de –52 kg.

## Palmarés internacional
| Campeonato Europeo | Campeonato Europeo | Campeonato Europeo | Campeonato Europeo |
| Año                | Lugar              | Medalla            | Categoría          |
| ------------------ | ------------------ | ------------------ | ------------------ |
| 2017               | Varsovia (Polonia) | Medalla de bronce  | –52 kg             |
| 2018               | Tel Aviv (Israel)  | Medalla de bronce  | –52 kg             |